# Mys Popova
Mys Popova (englische Transkription von russisch Мыс Попова Mys Popowa, deutsch ‚Kap Popow‘) ist ein Kap an der Banzare-Küste des ostantarktischen Wilkeslands. Sie liegt östlich des Holmes-Gletschers.
Russische Wissenschaftler benannten es. Der Namensgeber ist nicht überliefert.